# De zaak Krimson
De zaak Krimson is het eerste verhaal uit de stripreeks De Kronieken van Amoras. Dit is een spin-off van de reeks Amoras (2013-2015), die zelf weer een spin-off is van Suske en Wiske. 
Het verhaal is in drie delen uitgegeven. Het eerste album verscheen in maart 2017, het tweede in oktober 2017 en het derde in juni 2018.

## Verhaal deel 1
Jérusalem is getuige van een bomaanslag op een bus in Pakistan. Een kind werd gedwongen een bomgordel te dragen. Jérusalem ziet de man die verantwoordelijk is en brengt hem om met een granaat. Krimson laat een zwerfhond ombrengen door Slugger, omdat hij doodziek wordt van schooien en door deze honden moet denken aan mislukken. De mannen van Krimson installeren een cd in een machine bij professor Barabas, hierdoor zal het laboratorium over een half jaar ontploffen. Krimson wil een machine laten printen op een boot, hij wil over de tijd heersen. Professor Barabas komt thuis met Tobias en hij heeft niet door dat er ingebroken is. Vitamitje ligt levenloos in het laboratorium. Suske, Wiske, Lambik, tante Sidonia en Jerom zijn op vakantie en kunnen zich niet veel veroorloven. Krimson bepaalt de prijzen van benzine en water. 
Op tv wordt bericht over de bomaanslag in Pakistan. De blauwhelm die verantwoordelijk is voor de dood van de terrorist komt voor de tuchtcommissie. Jerom vindt deze blauwhelm erg aantrekkelijk. Lambik besluit naar het casino te gaan en probeert het vakantiegeld om te zetten in een jaarloon. Jérusalem wint een gevecht en wordt gewaarschuwd dat haar houding haar niet populair maakt. Ze krijgt een boodschap in handen gedrukt en wordt geadviseerd om deze alleen te lezen als ze alleen is. Professor Barabas belt naar Lambik, maar hij heeft zijn telefoon in het appartement laten liggen en tante Sidonia neemt de telefoon op. Professor Barabas wil weten hoe lang Lambik Krimson kent en tante Sidonia herinnert zich het experiment met de teletransfor en het rijmende paard van Sint-Maarten.
De mannen van Krimson gebruiken een 3D-printer en maken de teletijdmachine na. Krimson en Achiel vertrekken van het luxueus jacht in de haven en Suske en Wiske zien dit gebeuren. Jérusalem ontdekt dat ze geld, een ticket naar Parijs en een overnachting in een Sheraton heeft gekregen. Ze gaat naar het hotel en maakt ook daar een zelfmoordaanslag mee. Krimson rijdt door de stad en ziet tot zijn schrik Jerom en Lambik over straat lopen. Hij geeft Slugger opdracht om meteen naar de haven terug te rijden. Krimson vaart uit met zijn luxe jacht en Wiske ziet het, maar Suske denkt dat ze zich dingen verbeeldt. Krimson wenst een plek op aarde waar hij zijn vijanden niet zal tegenkomen en Achiel oppert dat dat ooit in de toekomst zou kunnen. Krimson besluit zijn tijdmachine te gebruiken om van zijn vijanden verlost te worden. 
Als Wiske in het vakantiehuis komt, vertelt ze haar vrienden over de boot van Suske. Tante Sidonia vertelt dan dat Lambik al het vakantiegeld is kwijtgeraakt in het casino. Ook vertelt ze dat professor Barabas onderweg is, want hij wil Lambik spreken over zijn relatie met Krimson. Lambik schrikt en vlucht weg. De vrienden bespreken dit rare gedrag en Wiske herinnert zich nog goed hoe ze in Kalmthout in de tuin zaten. Meneer Freddy van Manege De Stal kreeg een briefje van Krimson en niemand wist wie dat was. Lambik schrok echter en pakte zijn wapenrusting uit de Eerste Wereldoorlog van zolder. De vrienden vragen zich af hoe Lambik Krimson kende. Op het nieuws is de aanslag op het Sheraton in Karachi te zien. De opdrachtgever in Parijs verbaast zich erover dat Jérusalem ook deze aanslag overleefd heeft. 
Krimson laat de eerste tijdreis plaatsvinden en wil naar de oude Grieken, maar komt in de Nijl terecht. De vrienden zoeken Lambik en vinden hem dronken op straat. Ze nemen hem mee en professor Barabas wil zijn geheugen scannen met een verbeterde versie van de B.R.O.L.. Wiske vindt dat professor Barabas om toestemming moet vragen, omdat Lambik bewusteloos is. Professor Barabas vindt dat je recht hebt op interventie als het voor een goed doel is. Hij wil achterhalen hoe Krimson slecht geworden is en wil dat proces omkeren. Als dat niet lukt, wil hij de opgedane kennis gebruiken om de macht van Krimson te breken. Inmiddels landt Jérusalem op Charles de Gaulle en wordt daar opgewacht door Diez. 
Jérusalem wordt bij Alanso Troce gebracht, hij wil Jérusalem gebruiken in zijn gevecht tegen de Apocalyps. Hij vindt dat het nog niet te laat is om de barbaren die kapitaal en macht hebben gekregen te overwinnen. Alanso biedt Jérusalem een nieuwe identiteit en geld als ze voor hem wil werken. Professor Barabas heeft de data uit het geheugen van Lambik gegroepeerd en start de vertoning. Hij ziet Lambik in Piscine-les-Bains kamperen. Door de harde regen raakt Lambik zijn tent kwijt en hij krijgt een lift van Noël Sinon. Hij runt met zijn vrouw een hotel en biedt Lambik aan te overnachten in hotel De La Tour. Lambik zegt dat hij hier geen geld voor heeft, hij is een arme loodgieter. Noël biedt dan kost en inwoning aan in ruil voor wat herstellingen. Suske en Wiske onderzoeken de haven en ontdekken dat de vorige dag een pillenslikkende miljonair halsoverkop is vertrokken en nog kratten met champagne achtergelaten heeft. Wiske ontdekt een vreemd koffertje en neemt dit mee.
Op zee ontdekken de mannen van Krimson dat ze de aktetas van de dokter zijn vergeten door de haast. Achiel geeft opdracht om het koffertje naar de volgende aanleghaven te laten sturen, maar het koffertje is al verdwenen. Professor Barabas kijkt nog altijd naar de herinneringen van Lambik en hoort dat er in het hotel over de zeer rijke pastoor van de parochie gesproken wordt. Hij heeft een pact met de duivel gesloten. Suske en Wiske komen in het hotel en de vrienden ontdekken dat Lambik opnieuw verdwenen is. Jérusalem en Diez ontsnappen aan een bomaanslag in de drukke straten. Jérusalem probeert haar achtervolger te pakken als een andere bom ontploft. Lambik kijkt met verwondering naar de tv en ziet dat er elke dag aanslagen plaatsvinden. Hij denkt weemoedig terug aan de tijd dat de Eburonen vochten tegen de Romeinen en er geen onschuldige mensen werden omgebracht. 
De mannen van Krimson hebben videobeelden opgevraagd uit de haven en hebben een foto van de persoon die de aktetas heeft meegenomen. Ze willen de politie laten uitzoeken wie het is om op deze manier de aktetas terug te kunnen krijgen. Achiel ziet de foto en herkent Wiske. Hij draagt op om niks tegen Krimson te zeggen en verklaart dat hij alles zal afhandelen. Professor Barabas ziet in het geheugen van Lambik een prachtig kerkje. Werklui vertellen Lambik dat er een nieuwe klok, glasramen, een orgel, een marmeren altaar en mahoniehouten preekstoel worden geplaatst op kosten van de pastoor. Lambik is getuige van een overval en voorkomt deze. De pastoor is vreemd genoeg niet dankbaar voor de hulp en draagt de werklui op om verder te werken. Krimson heeft drie plaatsen bepaald om van de radar te verdwijnen; een flat in Molenbeek, een rots in Zuid-Georgië en Amoras. Hij kiest voor de laatste optie. De Mageren en de Vetten zijn zo druk met oorlog voeren dat ze niks anders waarnemen. 
Jérusalem is in het ziekenhuis, Lambik zit met vluchtelingen op straat, Krimson bekijkt de kaart van Amoras en de vrienden rijden naar huis terwijl professor Barabas in zijn laboratorium naar de herinneringen van Lambik kijkt op een scherm. Lambik ziet Léonie afscheid nemen van de dokter Vlögels die dagelijks een bezoek brengt aan Madame Sinon. Madame Sinon heeft last van migraine. Monsieus Sinon vraagt Lambik de vochtplekken in de keuken te verhelpen en vertelt dat er een nieuwe gast gearriveerd is. Deze persoon heeft een ongeluk gehad met zijn Spider en zal in het hotel verblijven tot zijn auto is gerepareerd. Lambik, Léonie en Monsieur Sinon maken kennis met dokter Krimson. Professor Barabas vraagt zich af wat er in Piscine-les-Bains is gebeurd, waardoor deze jongeman een duivel werd. Hij vraagt zich af of Lambik er iets mee te maken heeft gehad.

## Verhaal deel 2
Lambik is getuige van politiegeweld en komt voor een jongetje op, waarna hij moet vluchten. Jéruzalem is samen met Troce in het ziekenhuis waar Diez wordt opgeknapt. Professor Barabas kijkt met Tobias naar het geheugen van Lambik en ziet hoe de jonge Lambik een nazitrein in een onderaardse gang ontdekt als hij op zoek is naar de hoofdwaterleiding van het hotel. Ook vindt Lambik de dorpspastoor, die doodgeschoten blijkt te zijn. Lambik komt via een andere gang op het kerkhof terecht en doet in het hotel net alsof alles normaal is, maar weet niet dat een geheimzinnige figuur alles heeft gezien. Madame Sinon heeft een migraineaanval en Léonie vraagt of Lambik stil wil zijn. Ondertussen rijden tante Sidonia, Jerom, Suske en Wiske met het koffertje van Krimson terug, maar ze raken van de weg. Krimson besluit de bewoners van Amoras wapens te leveren, zodat ze elkaar uitmoorden. Hij wil zijn koffertje, maar het lukt Achiel om hem af te leiden. Achiel belt dan met Slugger en geeft hem de opdracht het koffertje terug te halen. 
Jéruzalem, Diez en Troce dineren in een restaurant in de Eiffeltoren. Troce vertelt Jéruzalem dat Diez een androïde is. Hij geeft de dames de opdracht om een koffertje te halen. Diez doodt Troce en dit wordt al snel op tv bekend gemaakt. Ook Troce wordt opgelapt en er wordt al snel een ander nieuwsbericht in de wereld gestuurd, waarin wordt gezegd dat Troce is neergeschoten. Als Diez en Jéruzalem de takelwagen naderen waarop de auto van tante Sidonia wordt vervoerd, wordt er geschoten vanuit een helikopter. Jéruzalem weet de helikopter neer te halen met haar motor, maar de takelwagen is dan al verdwenen. Lambik ziet op tv dat hij gezocht wordt en hij haast zich naar professor Barabas. Suske en Wiske besluiten de bagage te halen die in de auto is achtergebleven en ze lopen naar de takelservicce. Daar komt net de takelwagen aan en ze horen dat de wagen is beschoten, de auto van tante Sidonia is doorzeefd. Ze nemen het koffertje mee en lopen naar de tram.
Professor Barabas ziet in de herinneringen van Lambik dat Krimson door het verhaal van Lambik over de verouderde leidingen ontdekt dat de hoofdpijn van madame Sinon wordt veroorzaakt door loodvergiftiging. Krimson wordt vanaf dat moment in de watten gelegd door de hotelier en Lambik voelt zich daardoor minderwaardig en zet het op een drinken. Hij verspreekt zich over de nazitrein als hij dronken is en vertelt dat hij privédetective is en geen loodgieter. Diez en Jéruzalem overvallen een man in een auto en gaan met zijn boot verder. Al snel krijgen ze een ongeluk, maar ze komen er met de schrik vanaf. Suske en Wiske komen bij een controle in een tramstation en willen daar via de monitor bekijken wat in het koffertje zit, maar het röntgenapparaat vliegt bijna in brand als de koffer gescand wordt. Jerom komt op visite bij tante Sidonia en dan worden er pizza's bezorgd. Ze denken dat deze door Suske en Wiske zijn besteld en eten ervan, maar vallen meteen in slaap.
Suske en Wiske besluiten dat ze het koffertje naar professor Barabas gaan brengen. Krimson bekijkt een locatie op Amoras en besluit dat dat de perfecte plek is voor zijn villa. Hij is getuige van een oorlog tussen de Vetten en de Mageren. Jéruzalem en Diez zien Allonso Troce op tv en Diez vertelt dan dat ze hem heeft doodgeschoten. Ook hij moet nu een androïde zijn. Dan zien ze een opsporingsbericht voor Diez en de mannen in het cafetaria herkennen haar. Als ze dichterbij komen, is het gezicht van Diez veranderd en ze bieden hun excuses aan voor de vergissing. Professor Barabas ziet dat Lambik besluit om enkele waardevolle dingen uit de nazitrein te halen. Tante Sidonia ontwaakt en ze waarschuwt Suske en Wiske. Suske en Wiske worden uit de trein gezet, omdat ze geen kaartjes hebben. Terwijl ze wachten op het station, rijdt Lambik in een andere trein voorbij. Hij ziet de kinderen en is bang dat ook zij op weg zijn naar professor Barabas.
Pierre vertelt dat hij heeft gezorgd dat Troce nu een androïde is, waarna hij van een flatgebouw wordt afgegooid. Troce wil niet dat veel mensen zijn geheim kennen. Krimson stuurt architecten met de teletijdmachine naar het verleden, ze moeten zijn villa bouwen op Amoras. Op het station ontdekken Suske en Wiske dat het koffertje opengesprongen is. Ze zien reageerbuisjes en willen de inhoud laten onderzoeken door professor Barabas. Ze worden echter in slaap gebracht met een gas en Slugger neemt het koffertje mee. Lambik komt bij professor Barabas en hij ziet dan zijn eigen herinneringen op een groot scherm. Hij vraagt professor Barabas wat er aan de hand is. Professor Barabas wil uitleg geven, maar dan zijn beide mannen enorm verbaasd over de beelden die voorbijkomen. Ze zien dat professor Barabas in het verleden op het kerkhof van Piscine-les-Bains loopt en door Lambik wordt gezien. Zowel Lambik als professor Barabas herinneren zich niet dat dit is gebeurd en ze willen uitzoeken wat er aan de hand is.

## Verhaal deel 3
Lambik en professor Barabas zien op tv dat professor Waref Azmeh, een expert op het gebied van AI, een nieuwe vleugel opent van het universitair ziekenhuis. Suske en Wiske zien hoe hun overvaller wordt aangereden door Diez, de man (Slugger) blijkt ook een robot te zijn en hij schiet het hoofd van Diez kapot. Jéruzalem achtervolgt Slugger en Suske en Wiske gaan er met de auto vandoor. Professor Barabas beseft dat hij niet jong leek op de beelden van het geheugen van Lambik, dit betekent dat hij zich met de teletijdmachine naar het verleden had geflitst. Hij besluit dit te doen en hij wordt meteen na aankomst in Piscine-les-Bains op het kerkhof gezien door de jonge Lambik. Daarna ziet hij Krimson en Léonie het kerkhof op lopen. Krimson neemt een medicijn. Ze zien hoe Lambik de graftome inloopt en willen hem laten schrikken. Ze gaan ook naar binnen en zien de schat die Lambik heeft ontdekt. Krimson herkent de collectie van Albert Wazo, zijn werken zijn gestolen tijdens de oorlog en daarna nooit teruggevonden. Lambik wil dat Krimson en Léonie vertrekken, maar dan slaat Léonie Krimson met een vaas bewusteloos en wil de waardevolle spullen naar de oppervlakte brengen. 
Achiel maakt zich zorgen om Krimson en stelt voor om naar het toekomstige Amoras te gaan met de teletijdmachine. De Academie neemt contact op met Achiel en stemt toe. Ze hebben Krimson nodig om hun doel te bereiken en daardoor heeft Achiel ook nog steeds een belangrijke rol. Lambik laat Léonie zien dat de pastoor dood in een andere wagon ligt. ze vraagt of Lambik haar mee neemt naar een andere plaats, maar dan komt Krimson tussen beide. Lambik slaat Krimson neer en hij valt met zijn hoofd op de rails en blijft bewusteloos achter. Professor Barabas ziet dat Krimson een epileptische aanval heeft, maar moet zich verstoppen als hij twee mannen ziet aankomen. Hij ziet hoe de twee mannen het lijk van de pastoor in een kist doen. Hij maakt per ongeluk lawaai en daardoor ontdekken de mannen Krimson en schieten hem neer. Professor Barabas beseft dat hij de reden is van dit voorval en neemt Krimson mee naar het heden door middel van de terugflitsfoon. 
Amancio gaat met andere leden van de Academie op bezoek bij Allonso en hoort dat Pierre is vermoord, omdat hij een gevaar was voor de toekomst. Suske en Wiske gaan naar het huis van professor Barabas en treffen Lambik aan, ze laten het koffertje zien dat ze te pakken hebben gekregen. Dan horen ze lawaai en zien professor Barabas met Krimson bij de teletijdmachine. Ze brengen Krimson naar het ziekenhuis en Waref zal opereren voor een gastcollege. Na afloop vertelt hij dat de patiënt normaal gesproken uitvoerig wordt getest, maar dit is bij Krimson niet gebeurt. Hij maakt zich niet grote zorgen, er zullen alleen problemen kunnen optreden als de patiënt schizofreen is. Professor Barabas weet niet dat Waref ook een andere aanpassing heeft gedaan, Krimson zal voortaan net als Troce een marionet zijn van Waref. Intussen wordt Jérusalem naar het huis van professor Barabas gestuurd om het koffertje te halen. Ze kan Tobias met een worst afleiden en vertrekt naar Parijs. Slugger blijkt echter in de auto te zijn gestapt en vlak voor Parijs neemt hij de koffer over. 
Krimson ziet in 2050 Jérusalem uit zijn zwembad op Amoras klimmen en geeft Achiel opdracht om deze droomvrouw te vinden. De jonge Krimson ziet op tv een nieuwsbericht over zichzelf, maar professor Barabas schakelt snel de tv uit en zegt dat hij waanvoorstellingen heeft gehad. Op de terugweg moet Lambik tanken en Krimson leest dan een bericht in de krant. Hij beseft dat hij de grootste schurk wordt en dat professor Barabas en Lambik liegen. Professor Barabas en Lambik brengen Krimson terug met de teletijdmachine. Professor Barabas vertelt Lambik dat epilepsie vaak samengaat met schizofrenie als ze weer terug zijn in het heden, de operatie kan dus onverwachte gevolgen hebben voor Krimson. De mannen besluiten de rest van de film te bekijken en zien hoe Léonie met de gestolen goederen wordt betrapt in het hotel. Lambik was terug naar de nazitrein om de gewonde Krimson te helpen, maar die bleek verdwenen. Lambik beseft nu dat Krimson op dat moment met professor Barabas naar de toekomst was geflitst. Als Lambik terug komt in het hotel, blijkt madame Sinon haar man dood gevonden te hebben. Lambik verdenkt Léonie, maar wordt zelf door de politie aangehouden. 
De Academie besluit dat Allanso een gevaar vormt en ze besluiten hem uit te schakelen. Slugger levert het koffertje af bij Achiel op het schip en Krimson is helemaal gegrepen door de mysterieuze vrouw die hij in de toekomst gezien heeft. Léonie blijkt met alle waardevolle goederen verdwenen te zijn, ze heeft ook Lambiks deel meegenomen. De gauwdieven krijgen ruzie en André wordt door Manu doodgeschoten, Manu komt om tijdens de achtervolging door de politie. Door gebrek aan bewijs wordt Lambik vrijgelaten, maar hij moet Frankrijk onmiddellijk verlaten. Dan ziet hij Krimson en komt erachter dat het kerkhof door hem is gekocht. Lambik wil graag het kerkhof op, maar Krimson heeft het hermetisch afgesloten. Allonso wil niet dat zijn dochter wordt geopereerd door Azmeh. Hij vertrekt met Jérusalem, maar wordt door bewapende mannen gedood. Jérusalem overleeft de aanval. Suske, Wiske, Jerom en tante Sidonia gaan naar professor Barabas en vertellen dat het koffertje daar moet zijn. Ze ontdekken dat het verdwenen is. Dan besluiten Lambik en professor Barabas hun vrienden niks te vertellen over de geschiedenis in Piscine-les-Bains. De vrienden besluiten uit eten te gaan en zien de nieuwsuitzending over de moord op Troce niet. Krimson kijkt wel naar dit nieuwsbericht en vraagt zich af of er nog dingen zijn die hij van de gedode man kan overnemen. Hij vraagt Achiel waarom zijn verloofde nog altijd niet is gevonden.

## Prijs
Het derde album De zaak Krimson #3 ontving een LangZullenWeLezen-trofee in de categorie "Strips en graphic novels".